# Newton Barreira
Newton Burlamaqui Barreira (Belém, 2 de março de 1922 – Rio de Janeiro, 19 de julho de 2014) foi um militar e político brasileiro que foi vice-governador do Pará e deputado federal pelo mesmo estado.

## Dados biográficos
Filho de Bolívar Teixeira Mendes Barreira e Nair Burlamaqui Barreira. Cursou a Escola Preparatória de Cadetes do Exército e se formou em 1941, mesmo ano de criação do Ministério da Aeronáutica. Graduado posteriormente na Academia da Força Aérea, foi instrutor da mesma. Designado para a Base Aérea de Belém, prestou serviços no Rio de Janeiro como ajudante de ordens do brigadeiro Francisco de Assis Correia de Melo na subchefia do Estado Maior da Aeronáutica. Retornou à sua cidade natal após um curso de aperfeiçoamento no estado de São Paulo e assumiu o comando da base aérea localizada na capital paraense.
Por dois anos, a partir de 1957, esteve em missão oficial nos Estados Unidos e ao voltar foi chefe de operações e comandante do Esquadrão de Busca e Salvamento em São Paulo e depois trabalhou no depósito da Aeronáutica no Rio de Janeiro. Durante o governo do presidente Jânio Quadros trabalhou para o Gabinete Militar da Presidência. Diretor de uma empresa de engenharia, foi presidente da empresa Força e Luz do Pará e da empresa Vidros Industriais do Pará nos primeiros anos do Regime Militar de 1964. Chefe de gabinete de Jarbas Passarinho quando este foi ministro do Trabalho no governo Costa e Silva, foi titular interino da pasta e manteve-se como chefe de gabinete de Jarbas Passarinho quando este foi ministro da Educação por escolha do presidente Emílio Garrastazu Médici.
Eleito vice-governador do Pará por via indireta em 1970 na chapa da ARENA liderada por Fernando Guilhon, elegeu-se deputado federal em 1974. Não reeleito no pleito seguinte, assumiu a diretoria administrativa da Alunorte do Brasil, cargo ao qual voltaria em 1991. Nesse intervalo temporal ocupou a diretoria de suprimentos da Eletronorte por escolha do presidente João Figueiredo.
Primo de Newton Miranda, Burlamaqui de Miranda e Edson Bona. O primeiro foi eleito vice-governador do Pará ao lado de Aurélio do Carmo em 1960 e os outros foram eleitos deputados federais pelo estado.